# Повернення короля (мультфільм)
«Повернення короля» (англ. The Return of the King) — повнометражний анімаційний фільм режисерів Артура Ранкіна і Жюля Бессі. Мультфільм є екранізацією третьої, останньої частини трилогії Джона Роналда Руела Толкіна «Володар перснів» — «Повернення короля». Мультфільм був знятий як продовження мультфільму «Гоббіт» тих самих режисерів і витриманий у дусі дитячої казки з елементами мюзиклу.

## Сюжет
Сюжет фільму в цілому передає події книги «Повернення короля», але побудований інакше. Про події ми дізнаємося з розповіді самих героїв про події книги і коментарів менестреля. Персонажі часто виконують пісні замість монологу. Сюжет не є дослівною екранізацією і передбачає зміну деяких сцен. Головним героєм фільму фактично є Сем, а не Фродо; роль Арагорна мінімізована, Леголас і Гімлі відсутні, таран Гронд тягнуть не великі звірі, а мумаки[прояснити], загибеллю Персня сюжет закінчується, а таких подій, як атака Сарумана на Шир, правління Арагорна, не описується тощо.
Фільм починається зі сцени святкового банкету, на якому Більбо запитує у Фродо, куди зник Перстень і чому в нього немає пальця. Гендальф, Фродо і його друзі, а також менестрель, починають розповідати історію про те, як гобіти несли перстень до Мордору.